# Système binaire (astronomie)
Pour les articles homonymes, voir Système binaire (homonymie).

Pluton et son satellite Charon sont un système binaire

Un système binaire est un système astronomique regroupant deux objets de l'espace (habituellement des étoiles, mais aussi des planètes, des galaxies, des astéroïdes ou des trous noirs) qui sont proches, et que leur interaction gravitationnelle fait orbiter autour d'un centre de masse commun nettement distinct de chacun d'eux. Dans le cas des étoiles binaires, cette exigence n'est pas forcément requise.
Un système multiple est comme un système binaire mais est constitué de trois objets ou plus.

## Exemples
Pluton et Charon forment le plus grand système binaire de notre système solaire,.
La mission Gaia est en mesure d'identifier les systèmes binaires stellaires en observant le mouvement des étoiles dans le ciel. En effet, si un système est binaire, l'étoile la plus brillante ne sera pas immobile du point de vue de la Terre, car son centre de masse sera influencé par l'objet stellaire à ses côtés.
Sirius, l'étoile la plus brillante du ciel nocturne, est un système binaire. Son compagnon est une naine blanche.
Une binaire X et son compagnon forment aussi un type de système binaire,.
Le système CPD-29 2176, situé à environ 11 400 années-lumière de la Terre, serait un système stellaire binaire, qui pourrait former une kilonova (fusion des deux étoiles).

## Dans la fiction
- Les étoiles binaires et les systèmes d'étoiles sont abondants dans les films Star Wars et leurs produits dérivés, l'exemple le plus connu étant le système dans lequel est située la planète Tatooine.
- Dans le programme Discovery Channel Alien Planet, la planète Darwin IV est en orbite autour d'un système binaire.
- Dans Star Trek, les planètes Romulus et Rémus forment un système binaire.
- Dans Outer Wilds, les planètes sablières rouges et noires sont des systèmes binaires de planètes (ou planète double).